# ينس بول
ينس بول (بالنرويجية البوكمول: Jens Bull)‏ هو دبلوماسي ومحامي نرويجي، ولد في 25 نوفمبر 1886، وتوفي في 1 يونيو 1956.